# Навальна вулиця
Нава́льна ву́лиця — зникла вулиця, що існувала в Дарницькому районі міста Києва, місцевість Осокорки. Пролягала від Зарічної вулиці.

## Історія
Вулиця виникла в першій половині XX століття, ймовірно, під такою ж назвою (на противагу Завальній вулиці, що отримала назву від штучного повенезахисного валу, за яким проходила). 
Ліквідована в 1-й половині 1980-х років у зв'язку з частковим знесенням забудови селища Осокорки та прокладанням нової магістралі — майбутнього проспекту Миколи Бажана.